# Dalla (album)
Dalla è il nono album in studio del cantautore italiano Lucio Dalla, pubblicato nel settembre 1980 dalla casa discografica RCA Italiana.

## Il disco
L'album comprende tracce di successo come Balla balla ballerino, Cara, Futura e La sera dei miracoli, che entrarono a pieno titolo nella cultura musicale italiana dell'ultimo scorcio del XX secolo.
Contiene inoltre la canzone Meri Luis, considerata dallo stesso Dalla la sua canzone «più vera, più autentica» e reinterpretata nel 2011 da Marco Mengoni. In un'intervista su Radio Deejay, Dalla ha dichiarato che l'inizio strumentale del brano è ispirato a Milestones di Miles Davis, album che Dalla considerava il migliore del grande jazzista statunitense.
La copertina è una fotografia realizzata da Renzo Chiesa realizzata agli Stone Castle Studios di Carimate, s'incentra sul cappello di lana dell'artista sovrastato dai suoi occhiali, ed è diventata iconica per il cantautore.
Circa nove anni dopo la pubblicazione dell'album la canzone La sera dei miracoli fu usata come sigla di chiusura del programma televisivo di inchiesta giornalistica La notte della Repubblica di Sergio Zavoli. Il brano è dedicato a Roma.
Il 13 novembre 2020, per celebrare i 40 anni dall'uscita, l'album Dalla è stato ristampato da Sony Music (Legacy Recordings) in un'edizione limitata rimasterizzata per recuperare le sonorità originali.

## Accoglienza
| Recensione       | Giudizio |
| ---------------- | -------- |
| Ondarock         |          |
| SentireAscoltare |          |

L'album raggiunse la prima posizione della classifica italiana e vi rimase per venti settimane consecutive, a cavallo del 1980 e del 1981, risultando il 33 giri più venduto del 1980. Nei primi sei mesi dopo la pubblicazione vendette circa 600 000 copie.

## Tracce
Lato A
Testi e musiche di Lucio Dalla.
1. Balla balla ballerino – 5:49
2. Il parco della luna – 4:58
3. La sera dei miracoli – 5:17
4. Mambo – 5:04

Durata totale: 21:08
Lato B
Testi e musiche di Lucio Dalla.
1. Meri Luis – 4:36
2. Cara – 5:39
3. Siamo dei – 4:32
4. Futura – 6:07

Durata totale: 20:54

## I brani

### Cara
Il titolo originale del brano era Dialettica dell'immaginario.
Il testo è opera del filosofo bolognese Stefano Bonaga, il suo amico d'infanzia. La canzone racconta dell'incontro tra un uomo anziano e una ragazza molto più giovane di lui, dalla quale l'uomo è inizialmente attratto e poi, sempre più, innamorato. Le intenzioni iniziali dell'uomo (Ma per uno come me, poveretto, che voleva prenderti per mano / E cascare dentro un letto) non si traducono, però, in azione. Egli finisce per essere vittima del suo stesso innamoramento (Almeno non ti avessi incontrato / Io che qui sto morendo e tu che mangi il gelato) e finisce per rivendicare, a beneficio più che altro consolatorio, la nobiltà del suo comportamento (Ma ricorda che a quel muro ti avrei potuta inchiodare).
Quanto al soggetto del brano, Dalla rivela, in un’intervista, di avere pensato per la prima volta alla canzone non come testo per musica, ma come sceneggiatura. E tipicamente cinematografica è, infatti, la scansione delle due scene principali del brano. Nella prima si narra dell’innamoramento come se fosse al presente, con un monologo molto simile a quello di una voce fuori campo. Nelle ultime due strofe, invece, uno stacco improvviso fa ritornare al presente e alla realtà. L’argomento non è autobiografico, o meglio, lo è solo parzialmente. Dalla ricorda, infatti, come fonte di ispirazione, la cena in compagnia di una donna molto più giovane di lui.
Da notare la variazione, nel finale, del verso "Ma per uno come me l'ho già detto / Che voleva prenderti per mano e volare sopra un tetto".

### Futura
La traccia conclusiva dell’album è interamente rivolta al futuro, come era già stato per l’album in studio precedente Lucio Dalla con L’anno che verrà. La canzone raccoglie le paure, i dubbi, le speranze e i sogni di due innamorati della Berlino divisa dal muro in piena Guerra fredda. Il cantautore immagina i dialoghi tra gli amanti in una città divisa e ferita dalle tensioni politiche, un luogo in cui è estremamente difficile pensare il futuro, in primo luogo per sé stessi, a maggior ragione per un figlio. Ed è proprio sull’idea di un figlio che indugiano le fantasie e le speranze dei protagonisti della canzone. Quale potrebbe essere il suo nome? Quale il suo futuro? Non si conoscono le risposte, ma la speranza che viva in un mondo migliore di quello presente è esplicita. E se è una femmina, cita la canzone, si chiamerà Futura.
Lucio Dalla racconta di avere scritto la canzone su un taccuino una notte del 1979 a Berlino quando, dopo un suo concerto, si fece accompagnare in taxi al Checkpoint Charlie. Arrivato nella piazza, racconta di essersi seduto su una panchina per riflettere, fumando una sigaretta. Poco dopo il suo arrivo vide scendere da un taxi Phil Collins, anche lui a Berlino per un concerto dei Genesis. Dalla avrebbe desiderato salutare il cantante ma si trattenne per non disturbarlo in un momento di riflessione analogo al suo.

## Formazione
- Lucio Dalla – voce, cori, pianoforte e sax
- Paolo Del Conte, Francesco La Notte – chitarra acustica
- Ron – pianoforte, cori e chitarra acustica
- Ricky Portera – chitarra elettrica ed acustica, cori
- Marco Nanni – basso
- Giovanni Pezzoli – batteria
- Gaetano Curreri – tastiera
- Aldo Banfi – sintetizzatore
- Alessandro Colombini – cori